# Igreja Católica na Costa Rica
A Igreja Católica Romana na Costa Rica faz parte da Igreja Católica Apostólica Romana em todo o mundo, sob a liderança espiritual do Papa e da Cúria, em Roma. São aproximadamente 3,7 milhões de católicos na Costa Rica - 76,3% da população total. O Catolicismo Romano é a religião oficial do Estado, segundo a constituição costarriquenha, o que contribui para a sua manutenção, "sem impedir o livre exercício na República de outras formas de adoração". Segundo a constituição do pais há a liberdade religiosa com exceção para com as religiões que se "oponham à moral universal ou aos bons costumes".

## História
Antes de 1850 o território da Costa Rica estava compreendido dentro da Diocese de Nicarágua e Costa Rica, com sede na Catedral de Léon, Nicarágua. A primeira diocese estabelecida no país foi a Diocese de San José da Costa Rica, em 18 de fevereiro de 1850. Em 16 de fevereiro de 1921 a diocese é elevada para arquidiocese, se chamando Arquidiocese de San José da Costa Rica. É criada a Província Eclesiástica da Costa Rica. Na mesma data ainda são criadas as dioceses de Alajuela e Limón.
Em 19 de agosto de 1954, é criada a Diocese de San Isidro de El General, com parte do território da Arquidiocese de San José de Costa Rica e da Diocese de Alajuela. Em 22 de julho de 1961, foi criada a Diocese de Tilarán, com parte do território da Diocese de Alajuela, essa diocese mudou de nome em 18 de dezembro de 2010, passando a se chamar Diocese de Tilarán-Liberia.
Em 2 de março de 1983 o país recebeu a visita do então papa João Paulo II. O papa estava visitando a região da América Central para uma visita a vários países da região, onde a Costa Rica foi o primeiro país a ser visitado. Durante sua visita o papa esteve ocupado com várias atividades como visitas formais, visita a um hospital, o encontro com 25 mil jovens no Estádio Nacional, a quem ele pediu para lutar contra o ódio e a violência que prevalece no istmo.
Em 25 de julho de 1995 é criada a Diocese de Ciudad Quesada, com parte do território das dioceses de Alajuela e Tilarán. Em 17 de abril de 1998, foi criada a Diocese de Puntarenas, com partes dos territórios das dioceses de Tilarán e San Isidro de El General. Em 24 de maio de 2005, foi criada a Diocese de Cartago, com partes dos territórios da Diocese de Limón e da Arquidiocese de San José de Costa Rica.
Em julho de 2013, a Igreja Católica da Costa Rica apresentou Floribeth Mora Diaz como sendo a mulher que foi curada de um aneurisma cerebral por um milagre atribuído ao papa João Paulo II. O milagre aconteceu em maio de 2011, quando após Floribeth ter acordado e ter visto uma revista com uma notícia sobre a beatificação de João Paulo II ela ouviu uma voz que disse "Levanta-te, não tenhas medo" e a partir daí ela se sentiu curada. O milagre foi importante para o processo de canonização do papa.

## Divisões
O país é dividido em oito dioceses e uma arquidiocese, os quais são:
- Arquidiocese de San José da Costa Rica
  - Diocese de Alajuela
  - Diocese de Cartago na Costa Rica
  - Diocese de Ciudad Quesada
  - Diocese de Limón
  - Diocese de Puntarenas
  - Diocese de San Isidro de El General
  - Diocese de Tilarán-Liberia